# Synthetoceras
†Synthetoceras - prehistoryczny ssak parzystokopytny zamieszkujący Amerykę Północną pod koniec miocenu  5 mln lat temu do końca pliocenu 2,5 mln lat temu.